# Мишкарёва, Елена Сергеевна
Елена Сергеевна Мишкарёва (18 мая 1987, Омск) — российская спортсменка-баскетболист, выступает в амплуа разыгрывающего защитника. Кандидат в мастера спорта России.
Воспитанница омского баскетбола (СДЮСШОР 9), в основную команду попала в 2002 году в возрасте 15 лет, однако официальный дебют состоялся в 2004 году. На протяжении 7 лет в «Нефтянике» она выделялась стабильной игрой, была одна из столпов обороны омского клуба. В сезоне 2010/11 Елена была признана лучшим игроком команды. По окончании сезона главный тренер «Динамо-ГУВД» Борис Соколовский пригласил в Новосибирск.
В сезоне 2011/2012 Елена Мишкарёва выступала в женской Премьер-лиге чемпионата России за «Динамо-ГУВД». За новый коллектив дебютировала в Кубке Европы. Отыграв один год в Новосибирске, Елена Мишкарёва вернулась в Нефтяник, где в сезоне 2013/14 была признана лучшей разыгрывающей «Суперлиги».
За Нефтяник провела 17 сезон. Завершила карьеру 18 июля 2023 года.

## Статистика выступлений за клубы (средний показатель)
| Клуб                                         | Сезон   | Чемп. | Чемп. | Чемп. | Чемп. | Кубок России* | Кубок России* | Кубок России* | Кубок России* | Еврокубки | Еврокубки | Еврокубки | Еврокубки |
| Клуб                                         | Сезон   | Игр   | Очк   | Подб  | Перед | Игр           | Очк           | Подб          | Перед         | Игр       | Очк       | Подб      | Перед     |
| -------------------------------------------- | ------- | ----- | ----- | ----- | ----- | ------------- | ------------- | ------------- | ------------- | --------- | --------- | --------- | --------- |
| «Нефтяник» (Омская область) — "Суперлига «Б» | 2008-09 | 36    | 6,9   | 1,6   | 2,5   | 5             | 4,0           | 2,2           | 4,4           | —         | -         | -         | -         |
| «Нефтяник» (Омская область) — "Суперлига «Б» | 2009-10 | 34    | 9,0   | 2,3   | 3,4   | 5             | 7,0           | 2,8           | 5,0           | —         | -         | -         | -         |
| «Нефтяник» (Омская область) — "Суперлига «Б» | 2010-11 | 38    | 15,6  | 3,6   | 4,6   | 4             | 7,2           | 4,5           | 2,0           | —         | -         | -         | -         |
| «Динамо-ГУВД» (Новосибирск)                  | 2011-12 | 22    | 4,9   | 2,7   | 1,9   | 5             | 3,4           | 2,0           | 1,6           | 6         | 3,7       | 2,0       | 0,8       |
| «Нефтяник» (Омская область) — «Суперлига»    | 2012-13 | 26    | 8,8   | 3,2   | 2,4   | —             | -             | -             | -             | —         | -         | -         | -         |

* — пунктиром выделена статистика выступлений в Кубке В.Кузина (отборочный турнир к Кубку России)